# Грачен
 Тази статия е за едното село в Република Гърция.  За другото вижте Грачани (Сервийско).  За селото в Северна Македония вижте Грачани.
Гра̀чен или Гра̀чан (на гръцки: Αγιοχώρι, Агиохори, катаревуса: Αγιοχωρίον, Агиохорион, до 1928 Γράτσιανη, Грацяни) е село в Република Гърция, в дем Зиляхово, област Централна Македония с 330 жители (2001).

## География
Селото е разположено на голото възвишение Голак в историко-географската област Зъхна в югоизточното подножие на планината Сминица (Меникио) в хълмиста местност, близо до река Драматица (Ангитис). От Сяр (Серес) е отдалечено на 47 километра в югоизточна посока, от Драма отстои на 22 километра югозападно, а от Алистрат се намира на 2 километра северно.

## История

### Етимология
Според Йордан Н. Иванов името е жителско име от по-старо *Град(ь)чане > Градчане от град и -ьць > -ец, много често в българската и славянската топонимия. Жителското име е гра̀ченин, гра̀ченка, гра̀чене

### В Османската империя
В края на XIX век Грачен е чисто българско село в Зъхненската каза на Серския санджак в Османската империя. В селото са хановете на съседното Скрижово. Гръцка статистика от 1866 година показва Градзени/Градзяни (Γράτζενη / Γρατζιάνη) като село с 200 жители православни българи. Църквата „Свети Георги“ е трикорабна базилика от XIX век.
В 1889 година Стефан Веркович („Топографическо-этнографическій очеркъ Македоніи“) отбелязва Грачен като село със 72 български къщи.
В 1891 година Георги Стрезов пише:
| „ | Грачан, село на СИ от Зиляхово, разположено до един баир. От Алистратик до това село няма 1/2 час. Расте най-много памук. Гръцка църква; 60 къщи българе. | “ |

В „Етнография на вилаетите Адрианопол, Монастир и Салоника“, издадена в Константинопол в 1878 година и отразяваща статистиката на населението от 1873 Грачен (Gratchen) е посочено като село с 62 домакинства и 200 жители българи.
Към 1900 година според статистиката на Васил Кънчов („Македония. Етнография и статистика“) в селото живеят 420 души, всички българи християни. По данни на секретаря на Българската екзархия Димитър Мишев („La Macédoine et sa Population Chrétienne“) през 1905 година в Грачан (Gratchan) има 480 българи патриаршисти.
На 12 април в Грачен от гъркомани от Тръстеница по заповед на гръцкия комитет в Драма са убити видните българи Илия Харизанов и чичо му Иван Харизанов. Причината за убийството е фактът, че Грачен се отказва от Патриаршията и приема върховенството на Екзархията.
При избухването на Балканската война в 1912 година трима души от Грачен са доброволци в Македоно-одринското опълчение. В 1928 година името на селото е сменено на Агиохорион.

### В Гърция
След Междусъюзническата война в 1913 година Грачен попада в Гърция. В 1923 година на 500 – 600 метра от Грачен се образува гръцка колонистка махала Голак (Перихора), населена от лази, която по-късно се разраства. В 1941 година Грачен е анексирано от България. В 1944 година в същинско Грачен има 100 къщи, от които само две на гърци колонисти, но в 1945 година след края на българската окупация селото е запуснато, като жителите му се изселват в България или в околните села.
| Име                | Име         | Ново име     | Ново име    | Описание                                 |
| ------------------ | ----------- | ------------ | ----------- | ---------------------------------------- |
| Бал                | Μπάλ        | Гликорема    | Γλυκόρεμα   | река С от Грачен, десен приток на Панега |
| Куру Чай или Чувал | Κουρού Τσάι | Ксеропотамос | Ξεροπόταμος | река С от Грачен, десен приток на Панега |

## Личности
Родени в Грачен
- Атанасиос Стояс, гръцки революционер
- Георги Димитров Марчинов (1890 – ?), македоно-одрински опълченец, Трета рота на Тринадесета кукушка дружина[17]
- Димитриос Христодулу, гръцки революционер
- Димитър Стоянов (1887 – ?), македоно-одрински опълченец, Четиринадесета воденска дружина[18]
- Костадин Д. Москов (1888 – ?), македоно-одрински опълченец, Четвърта рота на Тринадесета кукушка дружина[19]
- Маринос Папагеоргиу, гръцки революционер